# Ingolfiella acherontis
Ingolfiella acherontis är en kräftdjursart. Ingolfiella acherontis ingår i släktet Ingolfiella och familjen Ingolfiellidae. Inga underarter finns listade i Catalogue of Life.